# Arcana (convención)
Arcana (conocida también como ArcanaCon) es una convención de horror que se celebra anualmente desde el año 1971 en la localidad de St. Paul, en el estado de Minesota; el evento es realizado en el mes de septiembre o principios de octubre, y generalmente tiene como invitado de honor a un artista o escritor del género fantástico de carácter oscuro.

## Listado de convenciones
|    | Año  | Lugar                              | Invitado(s) de Honor y presentaciones | Nota |
| -- | ---- | ---------------------------------- | --- | --- |
| 17 | 1987 |                                    | Jon Arfstrom, David Page, Robert Guttke, Paul Dice, Ed Shannon, Mike Odden y Rodger Gerberding                                                  | |
| 18 | 1988 |                                    | Robert Weinberg, Don Herron y Rodger Gerberding                                                                                                 | Primer Arcana, antes se denominaba MinnCon, aunque el número de ediciones se mantuvo. Se entregó el primer Minnesota Fantasy Award a Carl Jacobi, Donald Wandrei, Howard Wandrei y Clifford Simak |
| 19 | 1989 |                                    | Charles DeVet, Charles DeVet, Michael Waltz, R. Dixon Smith y Mike Odden                                                                        | El ganador del Minnesota Fantasy Award 1989 fue Gordon R. Dickson |
| 20 | 1990 |                                    | Richard Lupoff y Rodger Gerberding | El ganador del Minnesota Fantasy Award 1990 fue Poul Anderson |
| 21 | 1991 |                                    | Harry O. Morris, Harry O. Morris, Rodger Gerberding, Eric Carlson, Paul Dice, Ed Shannon, Mike Odden y Rodger Gerberding                        | El ganador del Minnesota Fantasy Award 1991 fue Charles DeVet |
| 22 | 1992 | Sunwood Inn                        | Robert Bloch, Robert Bloch, Fritz Leiber | El ganador del Minnesota Fantasy Award 1992 fue John Sladek |
| 23 | 1993 |                                    | Denis Etchison, Dennis Etchison, John Brower y Mike Waltz                                                                                       | El ganador del Minnesota Fantasy Award 1993 fue Richard Tierney |
| 24 | 1994 |                                    | Melanie Tem y Steve Rasnic Tem, Melanie y Steve Rasnic Tem, Mike Waltz                                                                          | El ganador del Minnesota Fantasy Award 1994 fue Eleanor Arnason |
| 25 | 1995 | Holiday Inn Bandana Square         | Chelsea Quinn Yarbro, Chelsea Quinn Yarbro y Eric Carlson                                                                                       | El ganador del Minnesota Fantasy Award 1995 fue Jon Arfstrom |
| 26 | 1996 | Holiday Inn Express Bandana Square | David J. Skal, Richard A. Lupoff, los editores de Fedogan & Bremer, Rod Serling, David Skal, Fedogan & Bremer, y Richard Lupoff                 | El ganador del Minnesota Fantasy Award 1996 fue Kirby McCauley |
| 27 | 1997 | Holiday Inn Express Bandana Square | Neil Gaiman, Neil Gaiman y Michael Waltz | El ganador del Minnesota Fantasy Award 1997 fue Terry Gilliam. |
| 28 | 1998 | Holiday Inn Express Bandana Square | Joe R. Lansdale. | El ganador del Minnesota Fantasy Award 1998 fue Hannes Bok. |
| 29 | 1999 | Holiday Inn Express Bandana Square | Ramsey Campbell | Los ganadores del Minnesota Fantasy Award 1999 fue Philip J. Rahman y Gertrude Barrows Bennett |
| 30 | 2000 | Holiday Inn Express Bandana Square | David Drake | |
| 31 | 2001 | Holiday Inn Express Bandana Square | Eleanor Arnason y Robert M. Price | |
| 32 | 2002 | Holiday Inn Express Bandana Square | Joe Bob Briggs (crítico de cine, escritor y actor conocido también como John Bloom)                                                             | |
| 33 | 2003 | Holiday Inn Express Bandana Square | Gahan Wilson | |
| 34 | 2004 | Holiday Inn Express Bandana Square | Tim Powers | El presidente de la convención fue Eric M. Heideman El ganador del Minnesota Fantasy Award 2004 fue Ruth Berman                                                                                   |
| 35 | 2005 | Holiday Inn Express Bandana Square | Stephen Jones | El presidente de la convención fue Eric M. Heideman. |
| 36 | 2006 | Holiday Inn Express Bandana Square | David G. Hartwell (editor de Thor) | El ganador del Minnesota Fantasy Award 2006 fue al equipo creativo de Steve Fastner y Rich Larson                                                                                                 |
| 37 | 2007 | Best Western Hotel Bandana Square  | George Clayton Johnson, escritor de The Twilight Zone, Star Trek, Ocean's Eleven, Kung Fu, Logan's Run, y de la colección «All of Us Are Dying» | El ganador del Minnesota Fantasy Award 2007 fue David Lenander |
| 38 | 2008 | Best Western Hotel Bandana Square  | F. Paul Wilson | El ganador del Minnesota Fantasy Award 2008 fue P.C. Hodgell Se entrega un premio póstumo a Wilford Fawcett, conocido como el Capitán Billy (1885-1940)                                           |
| 39 | 2009 | Best Western Hotel Bandana Square  | Kim Harrison, conocido por ser el autor de The Hollows                                                                                          | |
| 40 | 2010 | Best Western Hotel Bandana Square  | P.C. Hodgell | El ganador del Minnesota Fantasy Award 2010 fue Norman Saunders. |
| 41 | 2011 | Best Western Hotel Bandana Square  | Pam Keesey, Greg Ketter, John J. Koblas | |